# Поло на летних Олимпийских играх 1908
Соревнования по поло на летних Олимпийских играх 1908 прошли 18 и 21 июня. Участвовали три команды — две из Англии и одна из Ирландии, однако их результаты причислены Великобритании.

## Медали

### Общий медальный зачёт
(Принимающая сторона выделена)
| Общее количество медалей |                |        |         |        |       |
| Место                    | Страна         | Золото | Серебро | Бронза | Всего |
| 1                        | Великобритания | 1      | 2       | 0      | 3     |

### Медалисты
| Дисциплина | Золото                                                                          | Серебро                                                                       | Бронза |
| ---------- | ------------------------------------------------------------------------------- | ----------------------------------------------------------------------------- | ------ |
| Мужчины    | Великобритания Чарльз Миллер · Джордж Миллер · Петтсон Никаллс · Герберт Уилсон | Великобритания Уолтер Бакместер · Фредерик Фрик · Уолтер Джонс · Джон Вудхауз | —      |
| Мужчины    | Великобритания Чарльз Миллер · Джордж Миллер · Петтсон Никаллс · Герберт Уилсон | Великобритания Джон Ллойд · Джон МакКэнн · Перси О’Рейли · Остон Роузерам     | —      |

## Соревнование
| 18 июня 1908 | \| Роухэмптон \| 3 : 1 \| Харлингемский клуб \| \| \| Голы \| \| | Площадки Харлингемского клуба |
| Роухэмптон   | 3 : 1                                                            | Харлингемский клуб            |
|              | Голы                                                             |                               |

| 21 июня 1908 | \| Роухэмптон \| 8 : 1 \| Ирландия \| \| \| Голы \| \| | Площадки Харлингемского клуба |
| Роухэмптон   | 8 : 1                                                  | Ирландия                      |
|              | Голы                                                   |                               |

## Составы команд

### Ирландия
- Джон Ллойд
- Джон МакКэнн
- Перси О’Рейли
- Остон Роузерам

### Роухэмптон
- Чарльз Миллер
- Джордж Миллер
- Петтсон Никаллс
- Герберт Уилсон

### Харлингемскийклуб
- Уолтер Бакместер
- Фредерик Фрик
- Уолтер Джонс
- Джон Вудхауз